# Großer Preis der Emilia-Romagna
Der Große Preis der Emilia-Romagna ist ein Formel-1-Rennen, das seit 2020 auf dem Autodromo Enzo e Dino Ferrari in Imola ausgetragen wird.

## Geschichte
Aufgrund der COVID-19-Pandemie wurden verschiedene Rennen der Formel-1-Weltmeisterschaft 2020 abgesagt oder verschoben. Am 24. Juli 2020 veröffentlichten die Veranstalter der Formel-1-Weltmeisterschaft weitere Rennen des überarbeiteten Rennkalenders. Mit dabei war ein Rennen auf dem Autodromo Enzo e Dino Ferrari in Imola. Da es jeweils pro Saison nur einen Grand Prix pro Land geben kann, wird bei mehreren Grands Prix im selben Staat üblicherweise ein anderer Name für weitere Austragungen gewählt. Auf die von 1981 bis 2006 genutzte Benennung als Großer Preis von San Marino verzichtete man diesmal. Stattdessen wählten die Veranstalter den Namen Großer Preis der Emilia-Romagna, welcher sich auf die Region Italiens bezieht, in der die Rennstrecke sich befindet. Diesem Prinzip der Bezeichnung folgte man in dieser Saison schon bei mehreren Veranstaltungen, z. B. beim Großen Preis der Toskana, der nach dem Großen Preis von Italien das zweite Rennen in Italien war. Mit dem Emilia-Romagna-Grand-Prix fanden zum ersten Mal seit 1982 drei Rennen im gleichen Land statt. Damals gab es in den USA einen Großen Preis der USA West in Long Beach, einen Großen Preis der USA in Detroit und einen Großen Preis von Las Vegas auf dem Caesars Palace Grand Prix Circuit.
Die erste Austragung des Grand Prix der Emilia-Romagna gewann Lewis Hamilton vor Valtteri Bottas, seinem Teamkollegen bei Mercedes, und vor dem Renault-Fahrer Daniel Ricciardo. Mercedes sicherte sich zum siebten Mal in Folge die Konstrukteursmeisterschaft, was ein neuer Rekord war.
In dem ursprünglichen Rennkalender für die Formel-1-Weltmeisterschaft 2021 war keine neue Ausgabe des Großen Preises der Emilia-Romagna vorgesehen. Im Rahmen einer Überarbeitung, die im Januar 2021 veröffentlicht wurde, nahm die FIA den Großen Preis der Emilia-Romagna erneut in den Kalender auf; er trat, um eine Woche verschoben, an die Stelle des für Mitte April 2021 vorgesehenen Großen Preises von China. 2022 wurde der Vertrag zur Austragung des Rennens mit dem italienischen Automobil-Club ACI bis 2025 verlängert.
2023 musste der Grand Prix wegen Überschwemmungen in der Region abgesagt werden.

## Ergebnisse
| Auflage | Jahr | Strecke                              | Klasse                               | Sieger                                 | Zweiter                              | Dritter                              | Pole-Position                          | Schnellste Runde                       |
| ------- | ---- | ------------------------------------ | ------------------------------------ | -------------------------------------- | ------------------------------------ | ------------------------------------ | -------------------------------------- | -------------------------------------- |
| 01      | 2020 | Imola                                | F1                                   | Lewis Hamilton (Mercedes)              | Valtteri Bottas (Mercedes)           | Daniel Ricciardo (Renault)           | Valtteri Bottas (Mercedes)             | Lewis Hamilton (Mercedes)              |
| 02      | 2021 | Imola                                | F1                                   | Max Verstappen (Red Bull Racing-Honda) | Lewis Hamilton (Mercedes)            | Lando Norris (McLaren-Mercedes)      | Lewis Hamilton (Mercedes)              | Lewis Hamilton (Mercedes)              |
| 03      | 2022 | Imola                                | F1                                   | Max Verstappen (Red Bull Racing-RBPT)  | Sergio Pérez (Red Bull Racing-RBPT)  | Lando Norris (McLaren-Mercedes)      | Max Verstappen (Red Bull Racing-RBPT)  | Max Verstappen (Red Bull Racing-RBPT)  |
|         | 2023 | kein Großer Preis der Emilia-Romagna | kein Großer Preis der Emilia-Romagna | kein Großer Preis der Emilia-Romagna   | kein Großer Preis der Emilia-Romagna | kein Großer Preis der Emilia-Romagna | kein Großer Preis der Emilia-Romagna   | kein Großer Preis der Emilia-Romagna   |
| 04      | 2024 | Imola                                | F1                                   | Max Verstappen (Red Bull Racing-RBPT)  | Lando Norris (McLaren-Mercedes)      | Charles Leclerc ( Ferrari)           | Max Verstappen ( Red Bull Racing-RBPT) | George Russell (Mercedes)              |
| 05      | 2025 | Imola                                | F1                                   | Max Verstappen (Red Bull Racing-RBPT)  | Lando Norris (McLaren-Mercedes)      | Oscar Piastri (McLaren-Mercedes)     | Oscar Piastri (McLaren-Mercedes)       | Max Verstappen ( Red Bull Racing-RBPT) |